# Darci Coelho
Darci Martins Coelho (Porto Franco, 17 de janeiro de 1940) é um advogado, professor, magistrado e político brasileiro que foi vice-governador do Tocantins.

## Biografia
Filho de Benedito Coelho Sousa e Olga Andrade Coelho. Advogado graduado em 1965 pela Universidade Federal de Goiás atuou como representante do ministério público na condição de promotor de justiça em Goianésia além de exercer as funções de juiz em Carmo do Rio Verde, Iporá e Inhumas. Ademais atuou junto à Justiça Federal, ao Tribunal Regional Eleitoral de Goiás e à Universidade Federal de Goiás, onde leciona. Integra ainda a Academia Tocantinense de Letras.
Por força da Constituição de 1988 houve a criação do estado do Tocantins e com isso foi presidente da comissão estadual provisória do PFL pelo qual foi eleito vice-governador de Siqueira Campos (PDC) em 1988. Em 1990 foi eleito primeiro suplente de deputado federal sendo efetivado após a eleição de Eduardo Siqueira Campos para a prefeitura de Palmas em 1992.
Reeleito em 1994 licenciou-se e assumiu a Secretaria de Segurança e depois a pasta de Administração no segundo governo Siqueira Campos onde permaneceu dois anos, período onde esteve no PPB. De volta ao PFL renovou seu mandato em 1998, mas afastou-se durante a legislatura para ocupar as secretarias de Esporte e Turismo, de Justiça e a Secretaria Extraordinária da Região Metropolitana de Palmas, de novo a convite de Siqueira Campos. Após ser reeleito em 2002 migrou para o PP e relatou o pedido de cassação de José Dirceu na Comissão de Constituição e Justiça em decorrência do Escândalo do Mensalão. Favorável ao acusado, seu parecer foi derrubado.
Derrotado ao tentar se reeleger em 2006 coordenou a campanha de Raul Filho que foi reeleito prefeito de Palmas em 2008 e por conta disso foi nomeado Secretário Municipal de Governo quando já estava filiado ao PT.